# Cantonul Guérigny
Cantonul Guérigny este un canton din arondismentul Nevers, departamentul Nièvre, regiunea Burgundia, Franța.

## Comune
| Comune                 | Populație (1999) | Cod poștal | Cod INSEE |
| ---------------------- | ---------------- | ---------- | --------- |
| Balleray               | 208              | 58130      | 58022     |
| Guérigny               | 2.561            | 58130      | 58131     |
| Nolay                  | 357              | 58700      | 58196     |
| Ourouër                | 321              | 58130      | 58204     |
| Poiseux                | 328              | 58130      | 58212     |
| Saint-Martin-d'Heuille | 579              | 58130      | 58254     |
| Urzy                   | 1.828            | 58130      | 58300     |
| Varennes-Vauzelles     | 9.573            | 58640      | 58303     |